# Дик, Айзик Меер
Айзик-Меер Дик (февраль 1814, Вильно — 24 января 1893, там же) — еврейский писатель, автор коротких рассказов.
В конце 1830-х или в начале 1840-х начал писать рассказы для народа на иврите, с конца 1840-х — преимущественно на идиш. Они выходили отдельными книжками, сначала анонимно. Его рассказы и новеллы пользовались в 1860—1870-х годах большой популярностью и расходились в огромных для того времени тиражах. Много лет его недельный рассказ регулярно появлялся в Вильно тиражом 5-6 тыс. экземпляров. Своими 300 сборниками рассказов (מעשה-ביכלעך - «мАйсэ-бихлэх») создал массового еврейского читателя.
Поборник Хаскалы - движения просвещения, он ратует в своих произведениях за реформу быта и за торжество «добрых» буржуазных начал. Дик создал своеобразный жанр новеллы, сочетавшей мещанскую мораль еврейских традиционных проповедников (магидов) с сюжетикой европейского «лубка». В некоторых своих произведениях Дик даёт характерные бытовые зарисовки, предвосхищая реализм еврейских классиков.